# اچ‌ام‌اس درینگ (دی۰۵)
اچ‌ام‌اس درینگ (دی۰۵) (به انگلیسی: HMS Daring (D05)) یک کشتی بود که طول آن ۳۹۰ فوت (۱۲۰ متر) بود. این کشتی در سال ۱۹۴۹ ساخته شد.
Daring توسط سوان، هانتر و ویگهام ریچاردسون در تاین ساخته شد و توسط شرکت مهندسی و مهندسی Wallsend Slipway ساخته شد. در 8 مارس ساخت آن در سال 1952 تکمیل شد. او ششمین کشتی به نام خود در نیروی دریایی سلطنتی بود.